# Noć muzeja
Noć muzeja (također Duga noć muzeja) predstavlja kulturni događaj u organizaciji muzejskih kuća i drugih kulturnih institucija kojem je glavna značajka da su muzejski i drugi izložbeni prostori otvoreni do kasno u noć te da je ulaz potencijalnim posjetiteljima slobodan ili uz minimalnu novčanu naknadu koja im omogućava posjetu ne samo jednog muzejskog ili izložbenog prostora već više njih.
Prva Noć muzeja održana je u Berlinu pod nazivom Lange Nacht der Museen 1997. godine. Zbog iznimnog interesa i načina na koji je ideja o samom događaj realizirana ubrzo se proširio na više institucija i različitih gradova diljem Europe pa i svijeta.

## Varijante
- Lange Nacht der Museen u Berlinu i drugim gradovima Njemačke, uključujući Koeln,[1] Frankfurt,[2] Stuttgart,[3] Düsseldorf,[4] Munichen,[5] Hamburg,[6] Kassel[7] i Heidelberg/Mannheim/Ludwigshafen[8]
- Nuit Blanche u Parizu, i  La Nuit des Musées u Francuskoj[9]
- Museums-n8 događaj[10] u Amsterdamu, Nizozemskoj
- Koordinirane duge noći u Austriji,[11] Italiji i Lihtenštajnu koje je organizirala TV kuće ORF[12]
- U Švicarskoj duge noći održane u Baselu, Bernu, Luzernu, St. Gallenu, i Zürichu.[13]
- Noc Muzeów u Poljskoj, prve su održane 2003. godine u Poznańu u Poznańskom Nacionalnom Muzeju.
- Múzeumok Éjszakája[14] u Budimpešti, u Mađarskoj
- Museums at Night u Velikoj Britaniji,[15]
- Noć muzeja u Hrvatskoj,  održava se od 2005. u organizaciji Hrvatskog muzejskog društva[16][17]
- Pražská muzejní noc u Pragu, u Češkoj[18]
- Ночь музеев u Rusiji,
- Noć muzeja u Srbiji se organizira od 2003. godine
- Noaptea muzeelor u Rumunjskoj,
- Muzeju nakts u Latviji, od 2005.
- Muuseumiöö u Estoniji, od 2009.
- Noc múzeí a galérií u Slovačkoj
- La Noche de los Museos u Buenos Airesu,[19] u Argentina
- Gabii sa Kabilin u Cebu, na Filipinima, održava se od 2007. te je prvi takav događaj na širem području Azijsko Pacifičkog područja[20]

## Noć muzeja u Hrvatskoj
Noć muzeja je akcija započeta 2005. godine kao gradski projekt sa šest zagrebačkih muzeja, a 2006. postaje nacionalni kulturni događaj, iniciran od strane Sekcije kulturnog turizma, Hrvatskog muzejskog društva, a u suradnji sa Zajednicom kulturnog turizma HGK i svim zainteresiranim muzejima. Akcija podrazumijeva novi otvoreniji pristup muzejskoj i turističkoj publici, te uključuje posjet izložbenom dijelu muzeja, popratnu seriju događanja (umjetničkih, modnih, književnih,  glazbenih) u muzejima.

### Godine 2008.
Godine 2008. manifestacija je održana 25. siječnja, a evidentirano je 111.000 posjetitelja u cijeloj Hrvatskoj. Noć muzeja je proglašena najboljim kreativnim i inovativnim programom u 2008. godini.

### Godine 2009.
Noć muzeja 2009. godine, organizirana je u suradnji sa 73 hrvatska muzeja i galerija, a održana je 30. siječnja od 18 do 1 sati. Muzeje i galerije u 31 gradu posjetilo je više od 140.000 posjetitelja.

### Godine 2010.
Noć muzeja 2010. godine održana je 29. siječnja. Ponovno je zabilježen porast zanimanja: manifestaciju je pohodilo preko 178 000 posjetitelja. Sudjelovalo je 96 muzejskih, izložbenih, galerijskih i srodnih ustanova u 35 gradova i mjesta. Pojedinačno je najposjećeniji bio Muzej suvremene umjetnosti u Zagrebu s 33 000 posjeta.

### Godine 2011.
U Noći muzeja 2011. godine zabilježeno je 310 tisuća posjetitelja.

### Godine 2012.
Manifestacija se 2012. održala 27. siječnja, a svečano ju je otvorila ministrica kulture Andrea Zlatar Violić ispred zagrebačkoga Muzeja Mimara i time simbolički otvorila vrata više od 160 muzeja i ustanova u 74 grada i mjesta diljem Hrvatske.

### Godine 2013.
Noć muzeja 2013. godine održana je 25. siječnja, a manifestacija je svečano otvorena u obnovljenom vukovarskom Dvorcu Eltz. Sudjelovalo je 200 institucija u 80 gradova i mjesta, s više od 300 000 posjetitelja.

### Godine 2014.
Manifestacija se 2014. godine održala 31. siječnja u više od 100 gradova i mjesta, a simbolično je započela otvaranjem izložbe Nakit iz fundusa Zemaljskog muzeja BiH u Sarajevu – Izložba s povodom u Muzeju Mimara u Zagrebu.

### Godine 2015.
Manifestacija se 2015. godine održala 30. siječnja u više od 100 gradova i mjesta, u više od 200 muzeja (bila su i dva u BIH). Temu Noći muzeja 2015. ”Izumi i otkrića – Nikola Tesla univerzalni um”  podržali su muzeji, arhivi, knjižnice, znanstveno-istraživački centri, obrazovne i druge institucije. S obzirom na bogatstvo brojnih izuma i otkrića iz sfere znanosti i umjetnosti u fundusima kulturnih institucija bilo je mnogo kreativnih i atraktivnih prezentacije koje su privukle brojne posjetitelje.

## Galerija
- Slastice po starim receptima u Šibeniku pripremani za Noć muzeja, snimljeni u Muzeju grada Šibenika
- Hrvatski povijesni muzej u Zagrebu
- Ulaz u Muzej Međimurja u Čakovcu (2011.)
- Svečano otvorenje Noći muzeja 2011. u Čakovcu
- Osvjetljenje obnovljene unutrašnjosti Starog grada Zrinskih u Noći muzeja 2023.

## Ostalo
- U organizaciji Hrvatskog muzejskog društva od 1996. povodom Međunarodnog dana muzeja održava se muzejska edukativna akcija [U]okvir[i].[29]

## Vanjske poveznice
|  | Zajednički poslužitelj ima još gradiva o temi Noć muzeja u Hrvatskoj |

- Službene stranice manifestacije Noć muzeja (hrv.)
- Službene stranice Hrvatskog muzejskog društva (hrv.)
- Virtualna šetnja u sklopu noći muzeja 2009.